# Das Dunkel am Ende der Treppe
Das Dunkel am Ende der Treppe ist ein US-amerikanisches Filmdrama aus dem Jahre 1960 von Delbert Mann mit Robert Preston und Dorothy McGuire als ein im Ehealltag ergrautes Paar in den Hauptrollen. Die Geschichte basiert auf dem Theaterstück The Dark at the Top of the Stars (1957) von William Inge.

## Handlung
Spielzeit und Handlungsort ist die US-amerikanischen Provinz zur Zeit der Prohibition, in den 1920er Jahren. Der in die Jahre gekommene Handlungsreisende Rubin Flood lebt vom Verkauf von Sattelgeschirr und Pferdesätteln. Mit seiner Gattin Cora, einer nörgelnden, biederen Frau vom Typ „graue Maus“, die aber in ständiger Erwartungshaltung lebt, ist er seit 17 Jahren verheiratet. Beide haben mit Reenie eine fast volljährige Tochter im Teenageralter sowie einen jüngeren Sohn namens Sonny. Ihr aller Zuhause ist das Kleinstadtnirgendwo in Oklahoma. Als Rubin mal wieder auf Geschäftsreise geht, erzählt ihm der Besitzer seines Unternehmens, dass er wegen der zunehmenden Motorisierung seinen Laden bald nicht mehr länger am Leben halten kann und kurz vor dem Bankrott stehe. Er werde Flood wohl demnächst entlassen müssen. Rubin traut sich nicht, seiner stets fordernden Frau diese Hiobsbotschaft mitzuteilen und kehrt daher erst einmal in der örtlichen Apotheke ein, um dort in einem Hinterzimmer „verschreibungspflichtigen“ Alkohol zu sich zu nehmen. Dort trifft er auf Harry Ralston, dessen Tochter mit Reenie gut befreundet ist. Rubin mag den neureichen Ralston nicht sonderlich, der sich einmal in den eigenen Fuß schoss, um die Versicherungssumme abzukassieren, mit der er schließlich in Erdölbohrungen investierte und sich so sein heutiges Vermögen aneignete.
Während Rubin sich überlegt, wie er in Zukunft seine Familie unterhalten kann, ist Cora mit Reenie in die Stadt gefahren, um dem Mädchen für eine anstehende Geburtstagsfeier, die im elitären Country Club stattfinden soll, ein hübsches Kleid zu kaufen. Reenie besitzt nur ein geringes Selbstwertgefühl und sieht sich als Mauerblümchen. Das Kleid ist teuer, und angesichts der finanziellen Notlage, die ab sofort herrscht, kommt es daraufhin zwischen den beiden Eheleuten zum Streit. Augenblicklich beginnt Cora wieder zu nörgeln, dass ihr Gatte nicht genug verdienen würde und sie ständig mit jedem Cent rechnen müsse, um über die Runden zu kommen. Dabei hat ihr Rubin noch nicht einmal gebeichtet, dass er demnächst arbeitslos sein wird. Auch Sonny, der eine notorische Angst vor Dunkelheit besitzt, hat Ärger: Seine Mitschüler schikanieren ihn ständig. Als Rubin davon hört, macht er Sonny klar, dass er sich wehren solle, und bringt ihm das Boxen bei. Als er dabei Sonny einmal fast k. o. schlägt, ist Cora sofort zur Stelle und beginnt wieder zu schimpfen. Das Maß ist für Rubin voll als Cora ihm auch noch vorwirft, eine Beziehung mit der drallen und koketten Mavis Pruitt angefangen zu haben, einer jungen Witwe, die vor Ort einen Schönheitssalon betreibt. Rubin ohrfeigt Cora und fährt aufgebracht davon. Reenie bekommt die heftige Auseinandersetzung ihrer Eltern mit und läuft wie ein aufgescheuchtes Huhn auf die Straße. Ein motorisierter junger Mann muss ihr ausweichen und streift dabei einen Baum. Der Fahrer namens Sammy Golden bleibt unverletzt. Reenie lernt den eine Militärschule besuchenden jungen Mann näher kennen, und rasch verlieben sich die beiden ineinander. Reenie erfährt von Sammy, dass seine Mutter, eine Filmschauspielerin, ihn de facto auf sich alleingestellt zurückgelassen habe.
Derweil klagt Cora ihrer älteren Schwester Lottie telefonisch ihr Leid, das sie mit ihrem sie schlagenden Gatten hat. Der wiederum fährt zu Mavis‘ Salon, um sich von der allein stehenden Frau ausgiebig trösten und bemitleiden zu lassen. Im angetrunkenen Zustand schockiert er zwei prüde Jungfern namens Harper, die auch noch als Klatschbasen verrufen sind. Rubin erzählt Mavis, dass er sie braucht, aber gleichzeitig ist er ein Familienmensch, und er war – bisher – Cora niemals untreu. Rubin ist zu zugedröhnt, um wenigstens jetzt Mavis zu verführen, und so schläft er unverrichteter Dinge auf ihrem Sofa ein. Vier Tage später, in der Nacht der Country-Club-Party, kommen Coras Schwester Lottie und ihr Mann Morris aus Oklahoma City zum Abendessen. Cora ist aufgelöst und erzählt Lottie, dass sie nicht weiß, wo Rubin ist. Sie fragt ihre Schwester, ob sie und die Kinder nicht bei ihr einziehen können. Rubin kehrt während des Abendessens zurück und entschuldigt sich bei Cora dafür, dass er sie geschlagen hat. Bevor sie antworten kann, erhält Cora einen Anruf von einer der Harper-Schwestern, die Rubins „skandalösen“ Auftritt im Salon detailliert ausbreitet. Nun steigern sich die beide Eheleute in einen handfesten Krach hinein, bei dem Rubin Cora auch noch vorwirft, sie würde ihn „nicht mehr an sie ranlassen“. Cora erwidert verbittert, dass sie in der Nacht keine Lust mehr auf Sex verspüre, wenn sie sich den ganzen Tag Sorgen um das liebe Geld machen müsste.
Als wären die innerfamiliären Auseinandersetzungen nicht schon schlimm genug, mischt sich nun auch noch die bigotte Lottie ein. Derweil taucht Reenies Freundin Flirt Conroy mit ihrer Verabredung zur Geburtstagsparty auf und bringt auch noch Sammy als „Blind Date“ für Reenie mit. Diese ist hoch beglückt, besser hätte es für sie nicht laufen können. Sammy und Reenie sowie Flirt und ihr Liebster machen sich schließlich zur Feier auf. Auf der Geburtstagsfeier haben Reenie und Sammy viel Spaß, werden aber bei einem unschuldigen Kuss vom Gastgeber Harry Ralston und dessen Frau „ertappt“. Mrs. Ralston wirft Reenie vor, die Party ihrer Tochter für „unzüchtige Fummelei“ missbrauchen zu wollen. Als auch noch herauskommt, dass Sammy Golden ein Jude ist und, wie in den USA jener Vorkriegsjahre nicht eben unüblich, auch dieser elitäre Club Juden in seinen vier Wänden nicht duldet, beschuldigt Mrs. Ralston Reenie, dass sie sie in eine sehr peinliche Situation gebracht habe. Obwohl Ralston die Wogen zu glätten versucht und behauptet, seine Frau wisse nicht, was sie da sagt, meint Sammy, sie sei lediglich das Sprachrohr der Masse, oder, wie er es ausdrückt: „die Stimme der Welt“. Sammy und Reenie verlassen die Lokalität, und während er sie nach Hause fährt, sagt Sammy Reenie, dass sie niemals Freunde sein können, da er immer derjenige sein werde, der nur von außen die Welt der anderen betrachten könne. Reenie bittet ihn, bei ihr zu bleiben, aber Sammy sagt ihr, dass er eine Weile allein herumfahren will.
Am nächsten Morgen überbringt Flirt die Nachricht, dass Sammy versucht habe, sich umzubringen und sich im Krankenhaus befinde. Reenie erzählt dem schwer verletzten Sammy, dass sie weiterhin zu ihm stehen werde und sie wolle, dass er Teil ihrer Familie werde. Sie verspricht ihm, dass dort niemand ihn ablehnen werde. Cora hat inzwischen eine Entscheidung getroffen: Sie macht dem ständig ängstlichen Sonny klar, dass sie ihn zu sehr verzärtelt habe und er lernen müsse, endlich auf seinen eigenen Füßen zu stehen. Als Reenie nach Hause zurückkehrt, berichtet ihre Mutter, dass sie vom Krankenhaus erfahren habe, dass Sammy gestorben sei, kurz nachdem Reenie gegangen war. Anschließend besucht Cora Mavis und gibt sich ihr gegenüber als Kundin aus. Als sie verrät, dass sie Rubins Frau ist, erzählt Mavis ihr, dass sie seit Jahren in Rubin verliebt ist, aber dass es bei ihrer Beziehung nie „zum Äußersten“ gekommen sei. Mavis ist es auch, die der völlig überraschten Cora beichtet, dass Rubin seine Arbeit verloren habe. Sie rät Cora auch, sich nicht länger dem sexuellen Verlangen ihres Gatten Mannes zu verweigern. Rubin selbst ist in der Zwischenzeit auch nicht untätig geblieben und hat ein erfolgreiches Vorstellungsgespräch bei einer Firma hinter sich, die sich auf den Verkauf von Ölbohrgeräten spezialisiert hat. Der Chef der Unternehmens ist von Rubins Erfahrung und Verkaufsfähigkeiten sichtlich beeindruckt und will ihm eine Chance geben. Als Rubin zu Cora heimkehrt, hört er erstmals von ihr eine Entschuldigung. Außerdem erfährt Rubin vom Tod des jungen Sammy. Dessen Liebste, Reenie, habe Cora erst einmal zu Lottie geschickt, auf dass sie etwas Abstand gewinne. Cora gesteht Rubin gegenüber auch ihren Besuch bei Mavis und sieht ein, dass sie sich bezüglich ihr und ihm geirrt habe. Rubin wiederum erklärt, dass er fortan alles tun werde, um seine Familie glücklich zu machen und dass er Cora liebe und brauche. Beide kehren nach Hause zurück. Dort sind sie erstaunt, Sonny anzutreffen. Er scheint sich mit einem seiner früheren Peiniger ausgesöhnt und angefreundet zu haben. Cora und ihr Gatte begeben sich in ihr Schlafzimmer im Obergeschoss.

## Produktionsnotizen
Die Dreharbeiten zu Das Dunkel am Ende der Treppe begannen am 26. Januar 1960 und endeten nach rund einem Monat. Der Film wurde am 22. September 1960 in New York uraufgeführt. In Deutschland lief der Film nicht im Kino an, sondern wurde erstmals am 1. Oktober 1977 im ZDF gezeigt.
Leo Kuter gestaltete die Filmbauten, George James Hopkins sorgte für die Ausstattung. Die Kostüme stammen aus der Hand von Marjorie Best.
Shirley Knight  erhielt eine Oscar-Nominierung als Beste Nebendarstellerin.

## Kritiken
Im Film Bulletin war in der Ausgabe vom 18. September 1960 zu lesen: “Dank des erstklassigen Drehbuchs von Harriet Frank Jr. und Irving Ravetch werden die Zuschauer in allen Situationen eine Menge finden, womit sie sich identifizieren können und was sie unterhält. (…) Eve Arden, Angela Lansbury und die Newcomer Shirley Knight und Lee Kinsolving sind kompetente Nebendarsteller. (…) Preston liefert dynamische Wogen von Männlichkeit und Vitalität für seine Rolle, obgleich ein bisschen mehr Demut und Zärtlichkeit ihn zu einer verständlicheren und ansprechenderen Person gemacht hätten. Miss McGuire ist hervorragend als nörgelnde Ehefrau, die des Nachts nicht mit ihm Liebe machen kann, nachdem sie den ganzen Tag über Geld gestritten hat. Delbert Mann hat die Familienkomplikationen mit sicherer Hand inszeniert und hält das Interesse der Zuschauer 123 Minuten lang aufrecht … ”.

„Fehlerhafte Adaption des originalen Bühnenstücks.“

Halliwell‘s Film Guide meinte, hier handele es sich um ein „archetypisches Familiendrama“ und resümierte: „Die perfekte Essenz dieses Bühnenstückdramas, mit Höhe- wie Tiefpunkten, diversen Nebensächlichkeiten, aber einem echten Gefühl für die Menschen und der Örtlichkeit.“
Für den Movie & Video Guide war dieser Film ein „einfaches, eloquentes Drama“ und lobte das „ergreifende Drehbuch“.

„Gut besetzt und überzeugend dargestellt.“

Das Lexikon des Internationalen Films befand: „Sorgfältig, in aller Breite und reich an Nuancen inszeniertes Drama vor dem Zeithintergrund der 20er Jahre.“
In Kay Wenigers Das große Personenlexikon des Films ist in Robert Prestons Biografie Folgendes zu lesen: „Daß er sich auch im dramatischen Fach behaupten konnte, bewies der Schauspieler 1960 in der Verfilmung von „Das Dunkel am Ende der Treppe“, in der er einen in einer lieblosen Ehe gefangenen Handelsreisenden verkörperte.“